# Національна пам'ятка Колорадо

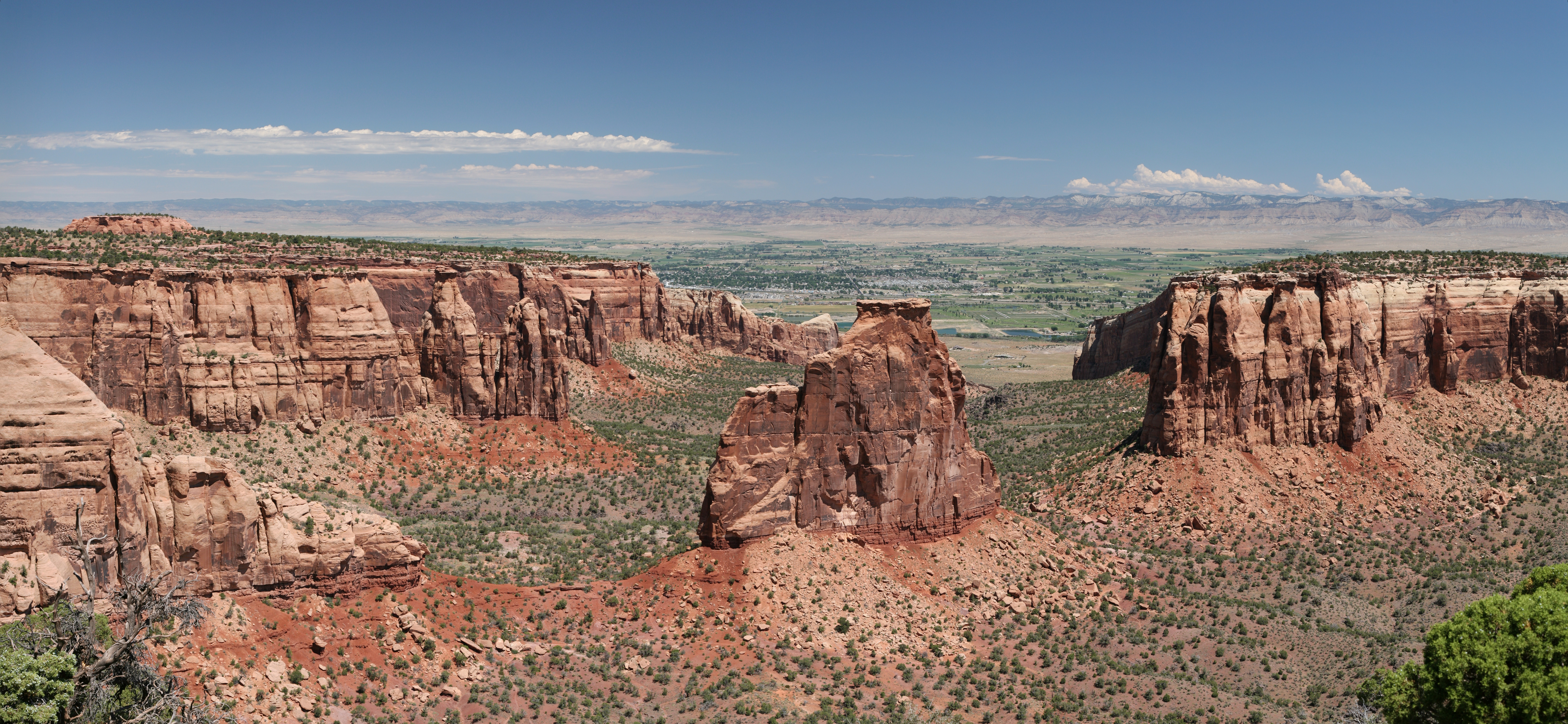
Каньйон

Національна пам'ятка Колорадо (англ. Colorado National Monument, або ж The Monument) — національна пам'ятка у США поблизу міста Ґранд-Джанкшн (Колорадо). Пам'ятка відома своїми каньйонами, які глибоко врізаються у пісковики, і навіть гранітово-гнейсово-сланцеві скелі. Це опустелена територія на плато Колорадо. Росте ялівець, водяться червонохвості яструби, золоті орли, круки, сойки, пустельні товстороги та койоти. Центр для відвідувачів за західній окраїні парку має природничий музей. Уздовж плато йде дорога Рім-Рок; поряд з пам'яткою розташовані кліфи Бук-Кліфс та столова гора Ґранд-Меса.
У межах національної пам'ятки розташований каньйон (Monument Canyon) і пересікає його впоперек. Парк має площу 20 500 акрів (32 кв. милі). Перебуває у відомстві Служби національних парків США.

## Історія
Територія була вперше досліджена Джоном Отто, який поселився у Ґранд-Джанкшн на початку XX століття. До його появи чимало жителів вважали каньйони недоступними для людей; Отто почав прокладати шляхи по плато і у каньйонах. Коли про цю роботу поширились новини, торгово-промислова палата Ґранд-Джанкшн надіслала свою делегацію, яка була задоволена і роботою Отто, і мальовничими краєвидами. Місцева газета почала закликати до оголошення цієї території національним парком, чого не було досягнуто. Закон про оголошення національною пам'яткою було прийнято після сприяння президента Вільяма Говарда Тафта.
Пам'ятку було утворено 24 травня 1911 року. Джон Отто став першим рейнджером парку і продовжував прокладати і підтримувати шляхи по території.
Пам'ятка стала більш відомою у 1980-х, частково завдяки включенню до траси міжнародних велосипедних перегонів Coors Classic. Гонка через пам'ятку дістала назву «Подорож на місяць» (The Tour of the Moon) завдяки краєвидам.

## Клімат
Національна пам'ятка Колорадо розташована в межах високогірної пустелі Західного Колорадо, згідно з класифікацією кліматів Кеппена, клімат, як і у Ґранд-Джанкшн, помірний напівпустельний. Літо гаряче і сухе, зима холодна з невеликим снігом. Температури складають 38 °C (100 °F) упродовж 5,3 днів, 32 °C (90 °F) — 57 днів і нижче 0 °C — 13 днів на рік.

## Геологія
Найстарішими гірськими породами на території пам'ятки є ранньо- та середньопротерозойські гнейси і сланці, які перекриті мезозойськими осадовими породами, у тому числі пісковиками, що піддаються ерозії.